# Arbetets ära och glädje

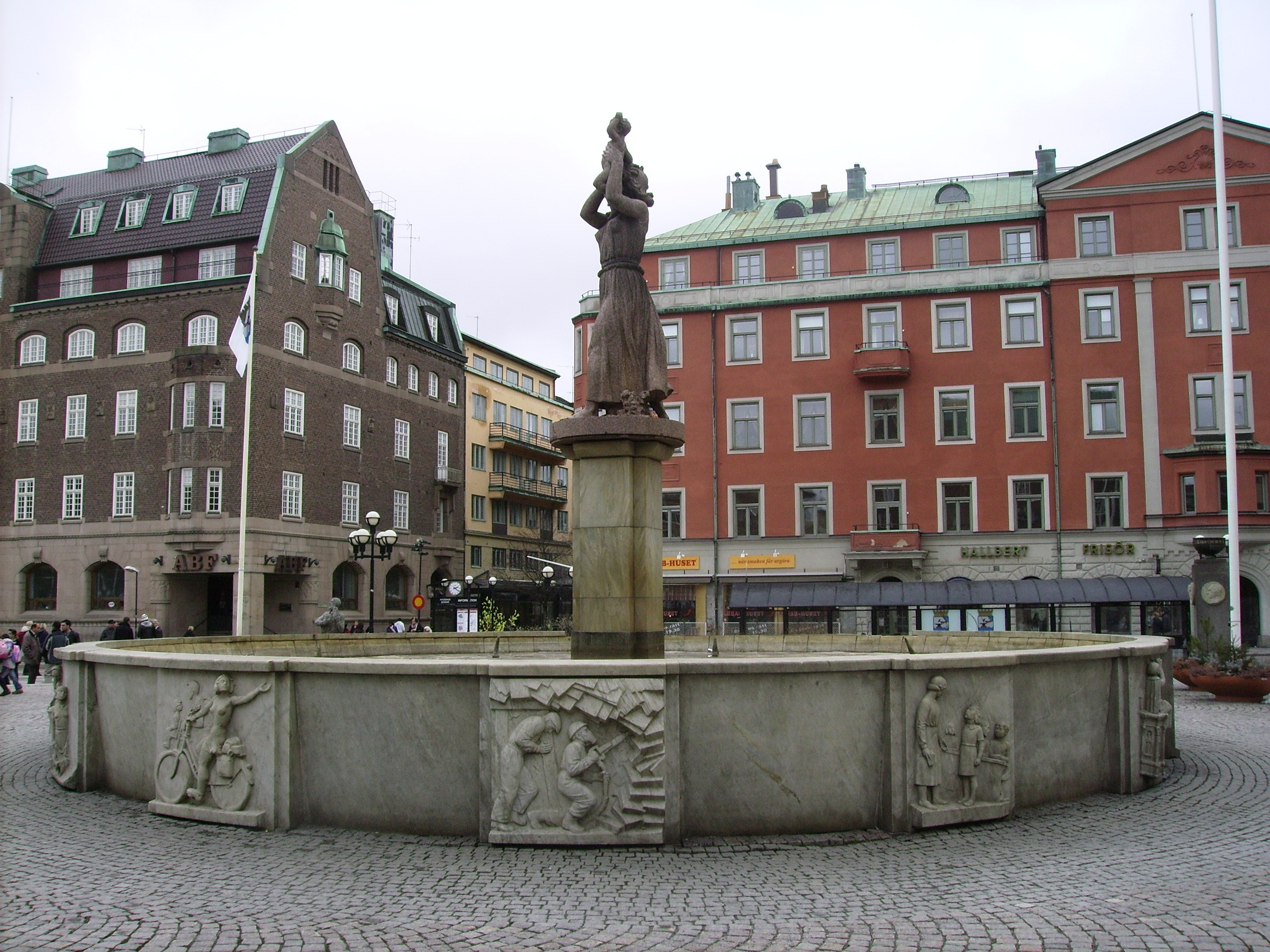
Fristadstorget. Bilden föreställer Arbetets ära från sydväst.

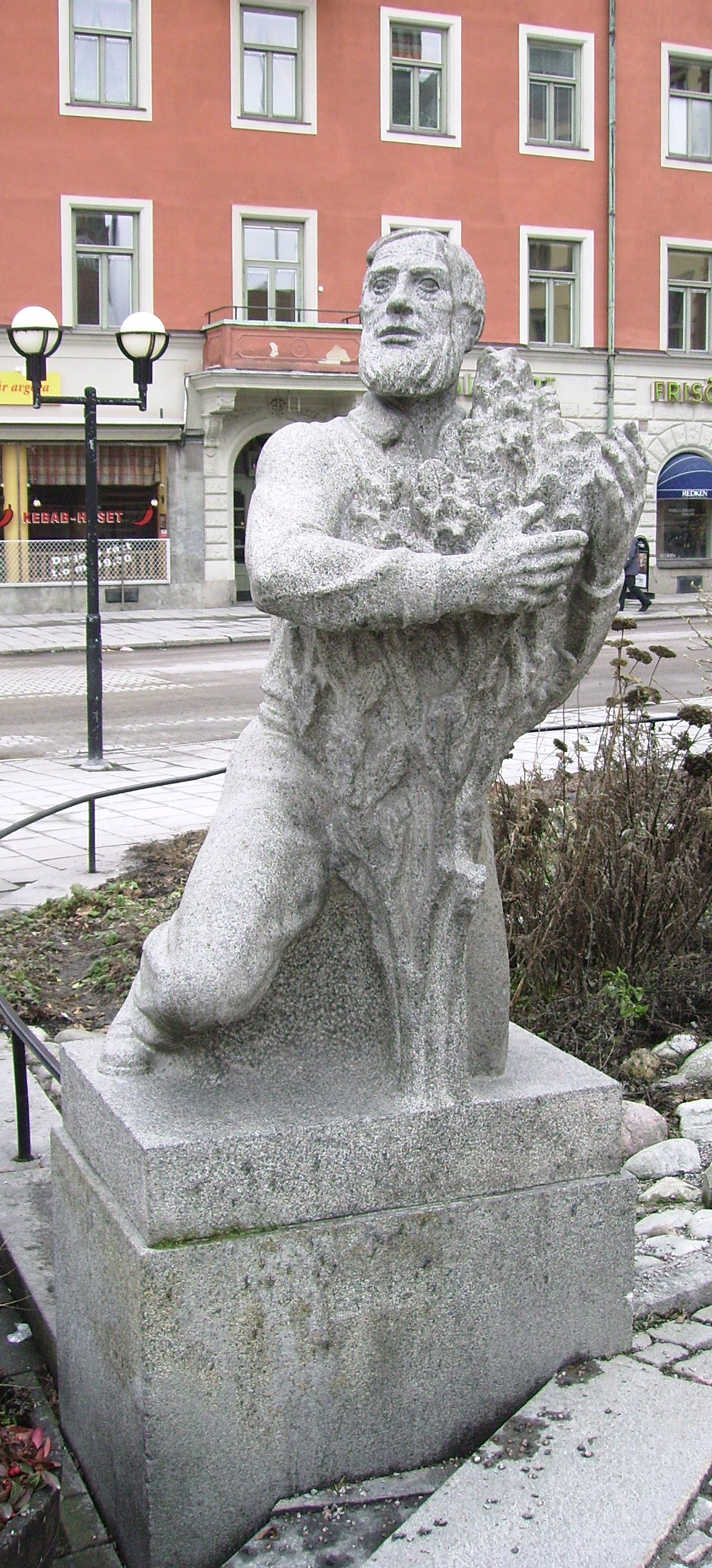
Fristadstorget. Afton.

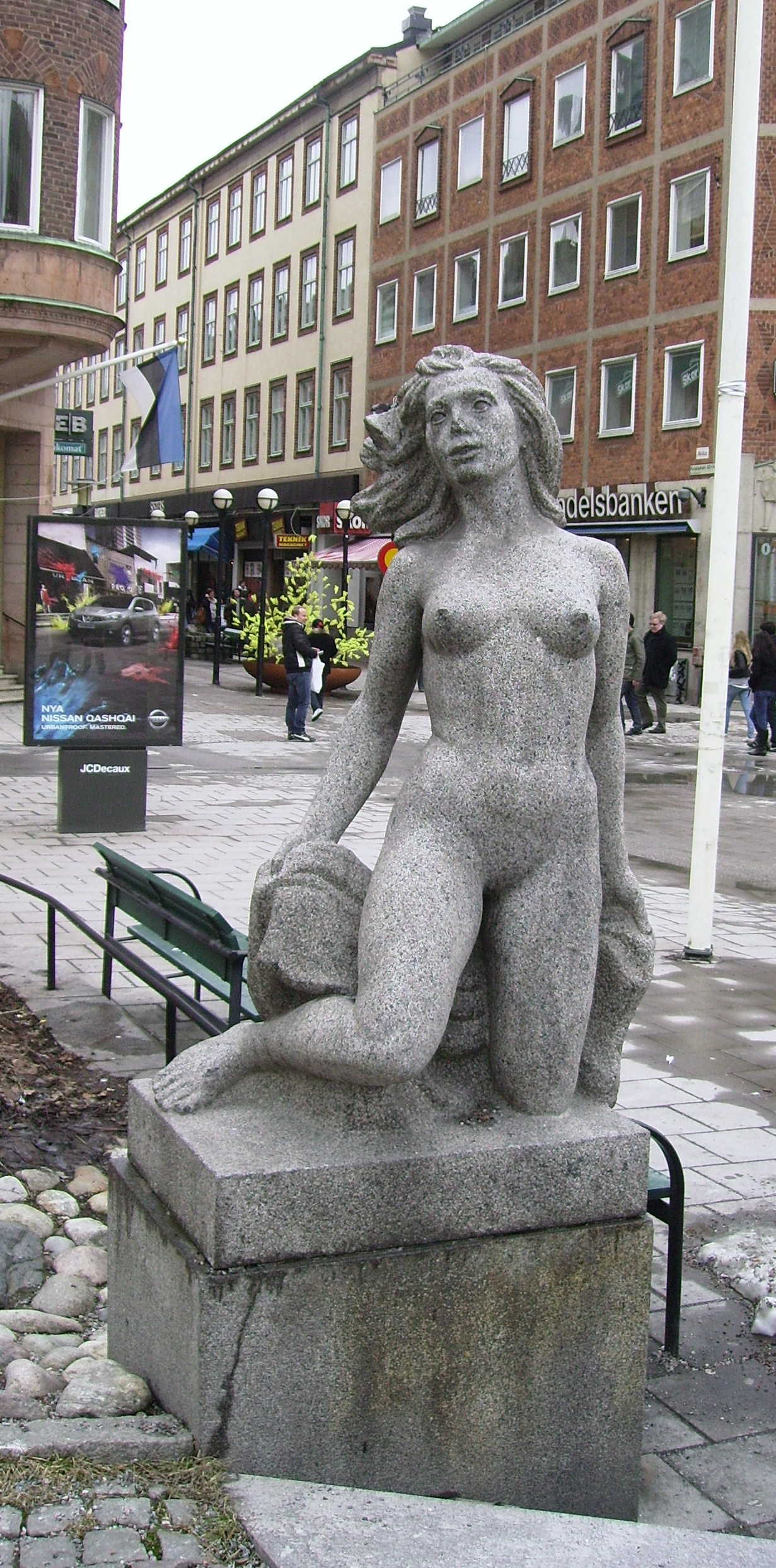
Fristadstorget. Morgon.

Arbetets ära och glädje är en brunn som står på Fristadstorget i Eskilstuna. Den är utförd av Ivar Johnsson 1942. 
Brunnen restes som en förtida del i firandet av Eskilstunas stadsfullmäktiges 100-årsjubileum, som skulle börja 1963. Redan vid 75-årsjubileet 1938 avsattes en summa pengar av stadens medel som grund för ett kommande monument. En privat donation samma år ledde till att en tävling utlystes. Ansgar Almquist, Ivar Johnsson, Anders Jönsson och Nils Sjögren deltog. Juryn bestod av byggnadsrådet Paul Hedqvist, Carl Eldh och Eric Grate. Dessa enades med donatorn och monumentskommittén och uppdrog åt Johnsson att bearbeta sina planer. Från början var det tänkt att konstverket skulle utföras i brons men det blev istället marmor och granit. Brunnen invigdes 1942 av prins Wilhelm.
Det blev en brunn med en 5 meter hög fristående skulptur, kallad Sixtinska madonnan i mitten av brunnskaret. Utanför brunnen fanns två fristående skulpturer i flankerna, den ena föreställande en naken kvinna, den andra en äldre man. De symboliserar morgon och afton. En fågel viskar något i kvinnans öra. Dessa två statyer har nu flyttats för att placeras på Strömsholmen.
Kring brunnskarets kanter återfinns tretton reliefer som skildrar människans liv i vardag och fest: tvätterskor, gruvarbetare och smeder i arbete, ett nyförälskat par, barn i skolbänken, fotbollspojkar, en man i dödsbädden, cykelutflykt, präst i predikstolen, beredskapssoldater. Dessa reliefer är alla huggna av bildhuggaren Per Palm.

## Bildgalleri

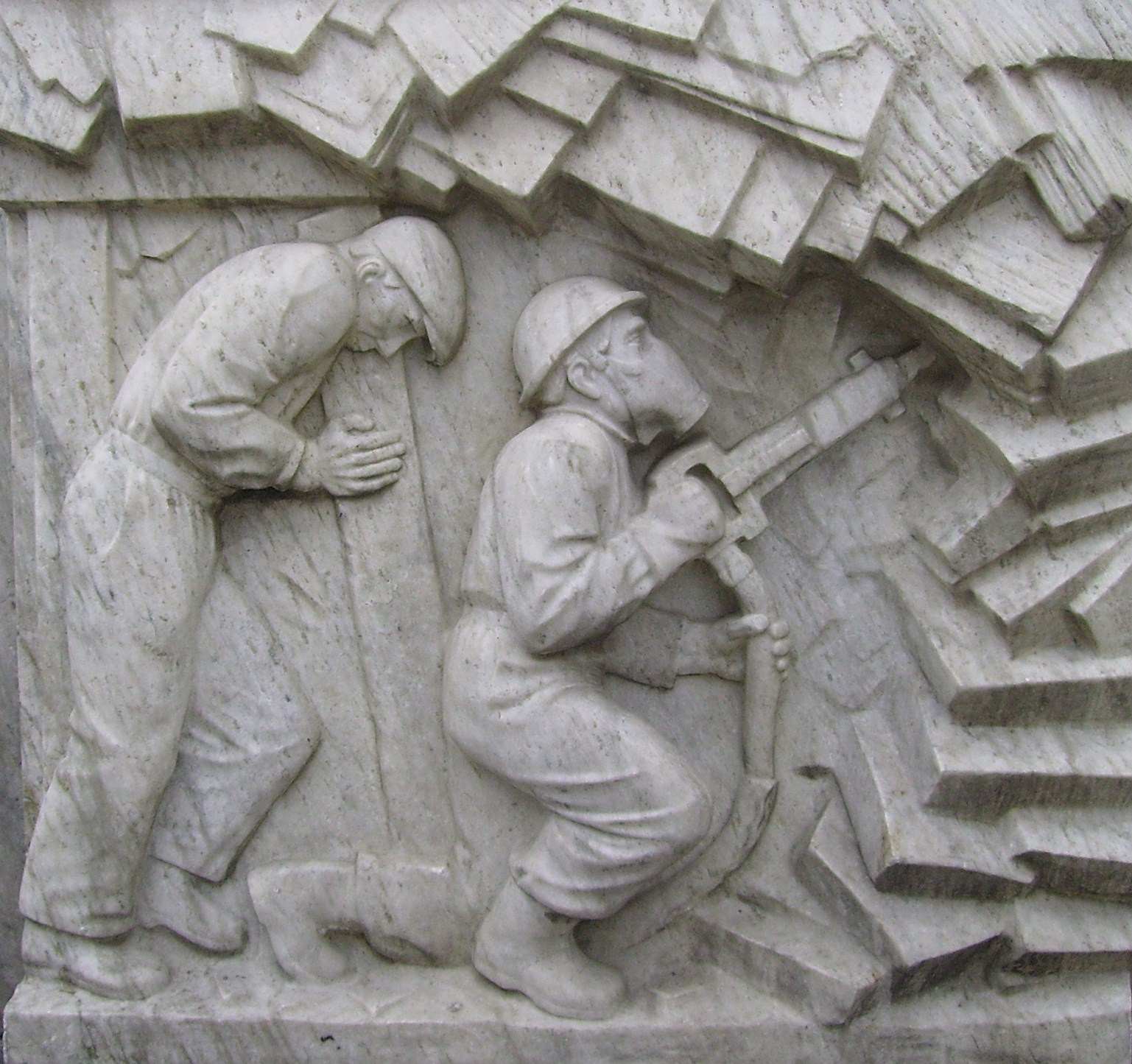
Gruvarbetare: detalj på Arbetets ära och glädje
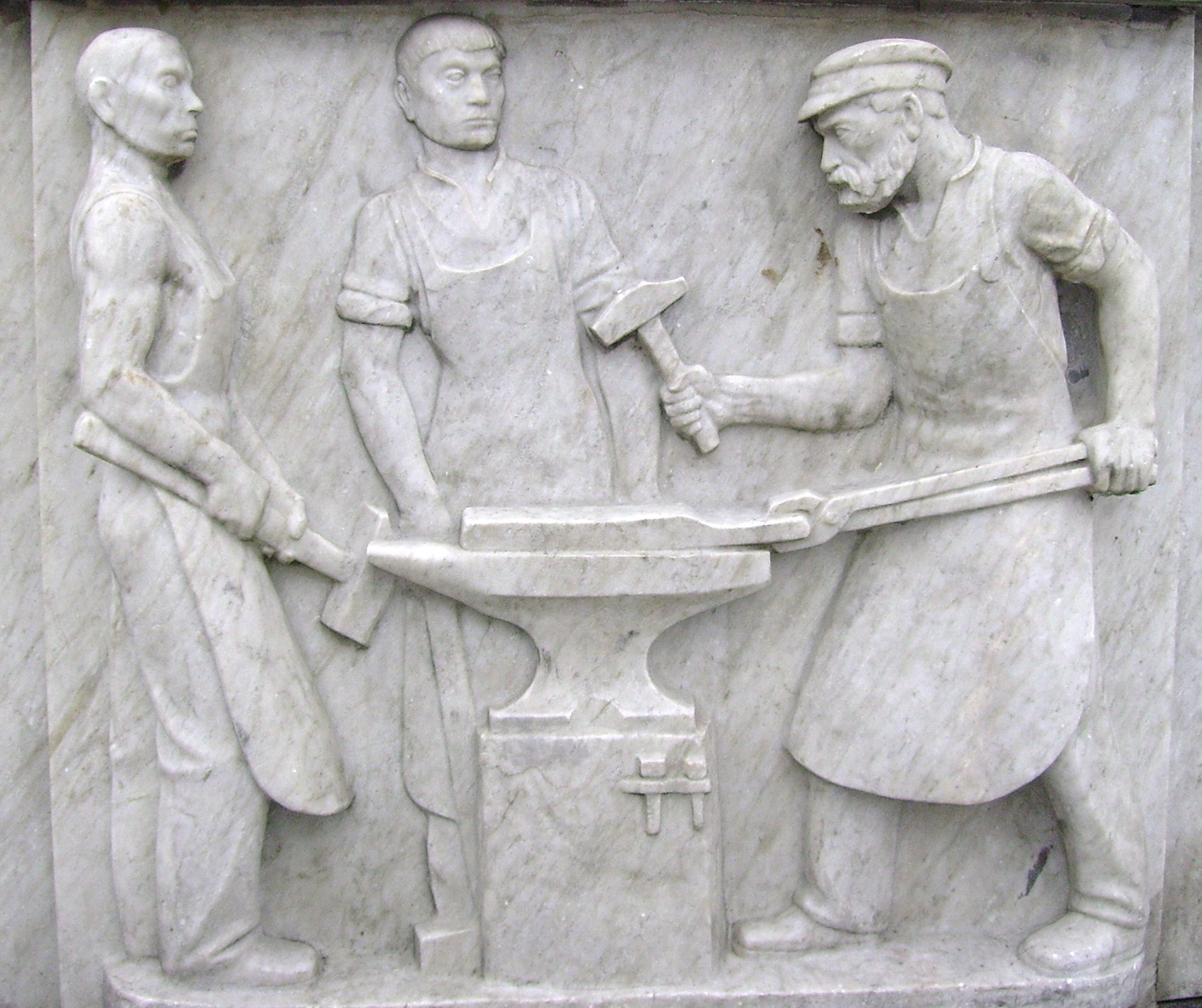
Smeder: detalj på Arbetets ära och glädje
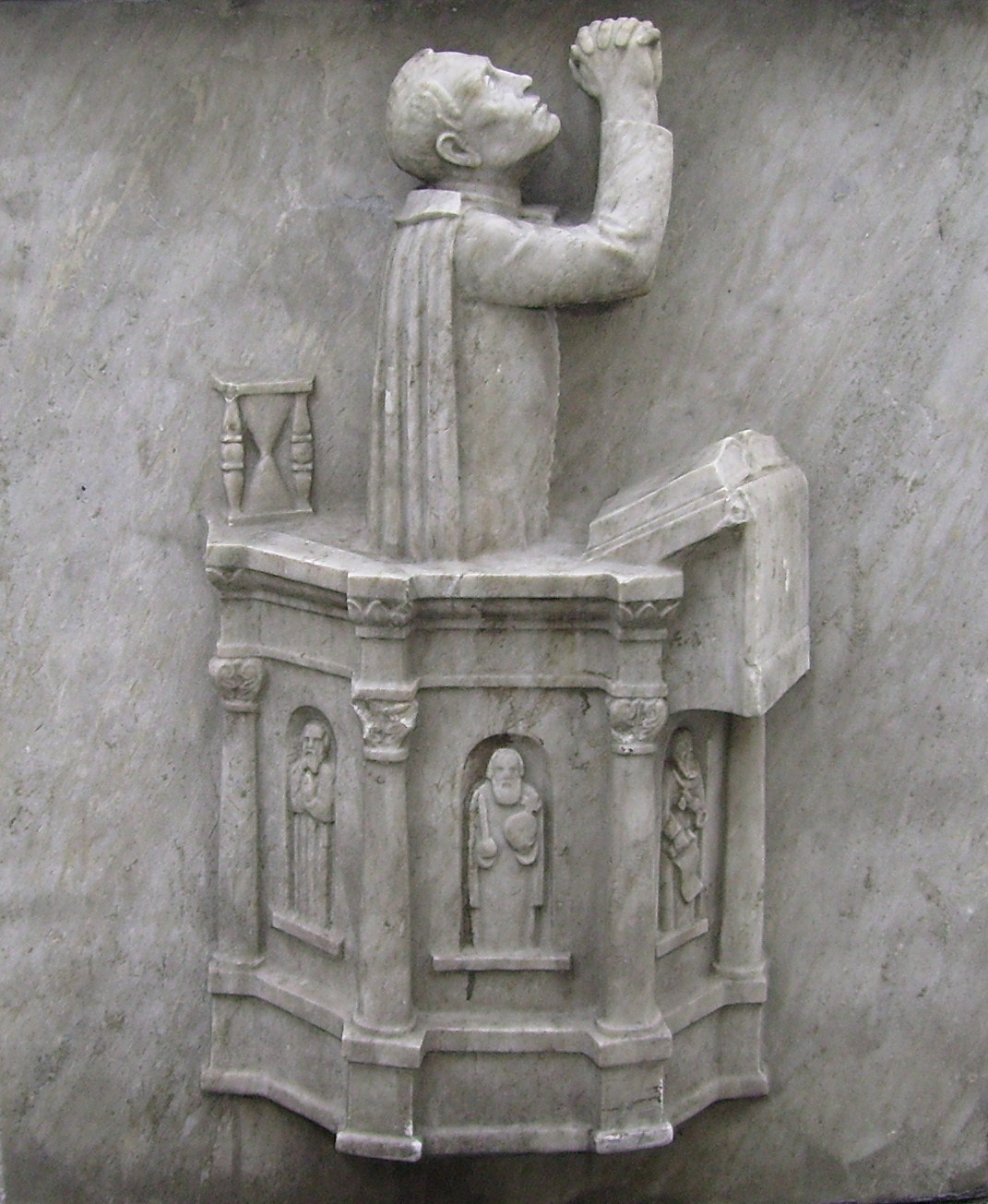
Präst i predikstolen: detalj på Arbetets ära och glädje
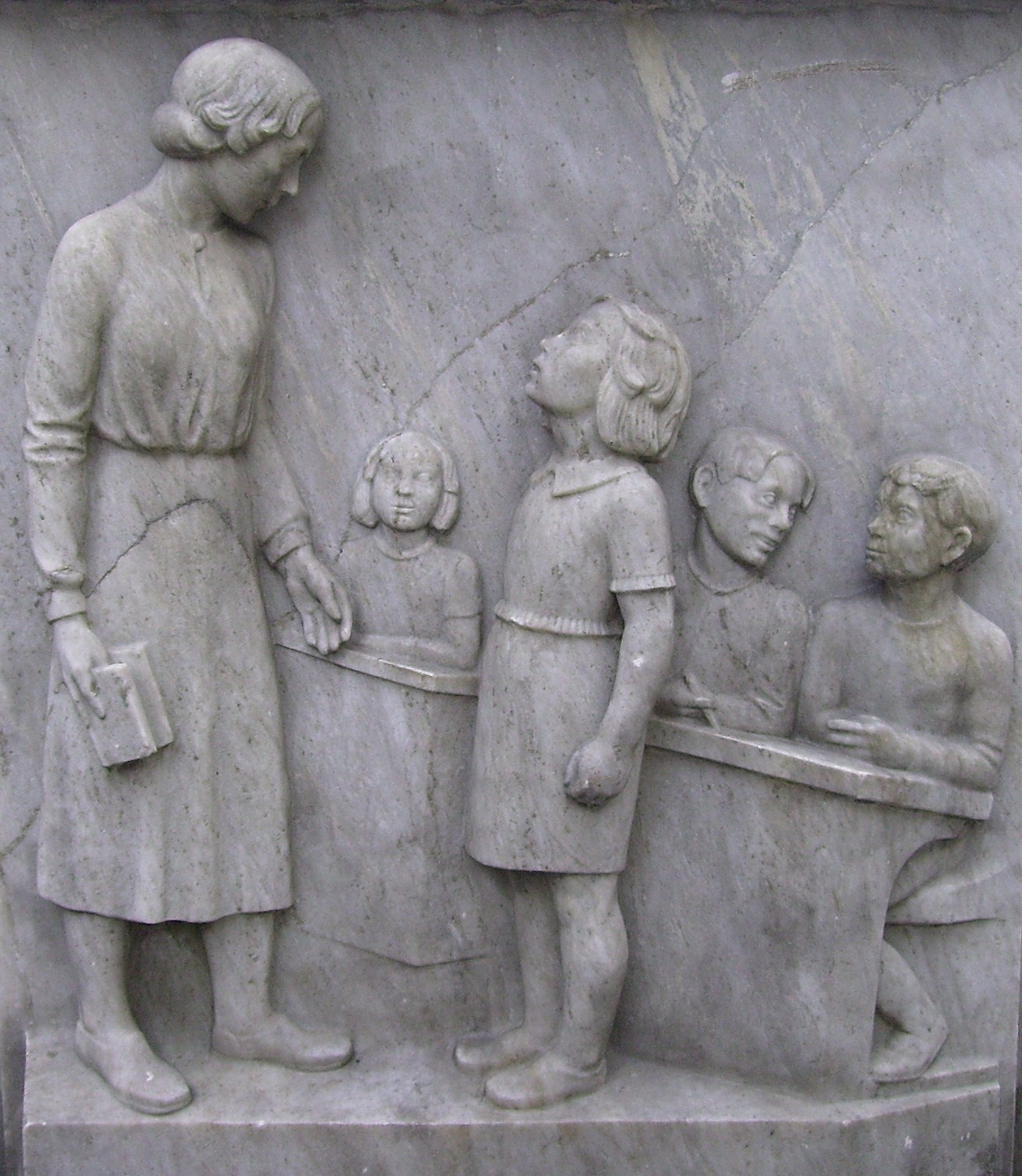
Barn i skolbänken: detalj på Arbetets ära och glädje